# ISO 3166-2:NA
Artículo principal: ISO 3166-2
ISO 3166-2:NA es la entrada para Namibia en ISO 3166-2, parte de los códigos de normalización ISO 3166 publicados por la Organización Internacional de Normalización (ISO), que define los códigos para los nombres de las principales subdivisiones (p.ej., provincias o estados) de todos los países codificados en ISO 3166-1.
En la actualidad, para Namibia los códigos ISO 3166-2 se definen para 14 regiones.
Cada código consta de dos partes, separadas por un guion. La primera parte es NA, el código ISO 3166-1 alfa-2 para Namibia. La segunda parte tiene dos letras.
Las regiones de Kavango del Este y Kavango del Oeste fueron creadas en agosto de 2013, por la escisión de la Región de Kavango (que se la llamaba Okavango antes de 1998). Al mismo tiempo, Caprivi y Karas fueron renombradas como Zambezi y ǁKaras, respectivamente. Todos los cambios, salvo el de renombrar Karas, quedaron reflejados en el patrón ISO el 3 de noviembre de 2014.

## Códigos actuales
Los nombres de las subdivisiones se ordenan según el estándar ISO 3166-2 publicado por la Agencia de Mantenimiento ISO 3166 (ISO 3166/MA).
Pulsa sobre el botón en la cabecera para ordenar cada columna.
| Código | Nombre de la subdivisión (en) | Nombre de la subdivisión (es)                      |
| ------ | ----------------------------- | -------------------------------------------------- |
| NA-ER  | Erongo                        | Erongo                                             |
| NA-HA  | Hardap                        | Hardap                                             |
| NA-KA  | //Karas                       | //Karas (las variantes locales son Karas y !Karas) |
| NA-KE  | Kavango East                  | Kavango del Este                                   |
| NA-KW  | Kavango West                  | Kavango del Oeste                                  |
| NA-KH  | Khomas                        | Khomas                                             |
| NA-KU  | Kunene                        | Kunene                                             |
| NA-OW  | Ohangwena                     | Ohangwena                                          |
| NA-OH  | Omaheke                       | Omaheke                                            |
| NA-OS  | Omusati                       | Omusati                                            |
| NA-ON  | Oshana                        | Oshana                                             |
| NA-OT  | Oshikoto                      | Oshikoto                                           |
| NA-OD  | Otjozondjupa                  | Otjozondjupa                                       |
| NA-CA  | Zambezi                       | Zambezi                                            |

## Cambios
Los siguientes cambios a la entrada figuran en el listado del catálogo en línea de la ISO:
| Fecha real del cambio | Breve descripción del cambio |
| --------------------- | --- |
| 2020-11-24            | De NA-KA: se cambian los nombres de la subdivisión y de la variante local, así como se añade su variante local Se actualiza el origen de la lista |
| 2016-11-15            | Se añade la variante local de NA-KA; se actualiza el origen de la lista                                                                           |
| 2014-11-03            | Se sustituye la región de NA-OK por las de NA-KE y NA-KW; cambia el nombre de la subdivisión de NA-CA                                             |